# Leptopimpla longiventris
Leptopimpla longiventris är en stekelart som först beskrevs av Cameron 1908.  Leptopimpla longiventris ingår i släktet Leptopimpla och familjen brokparasitsteklar. Inga underarter finns listade i Catalogue of Life.